# 英格丽德·洛茨
英格丽德·洛茨（德語：Ingrid Lotz，1934年3月11日—），旧姓艾希曼（Eichmann），德国女子田径运动员。她曾代表德国联队参加1964年夏季奥林匹克运动会田径比赛，获得女子铁饼银牌。